# Personaggi di Zoey 101
Qui di seguito sono riportati tutti i personaggi comparsi nella serie Zoey 101.

## Personaggi
| Personaggio           | Attore                | Stagioni              | Stagioni              | Stagioni              | Stagioni              |
| Personaggio           | Attore                | 1                     | 2                     | 3                     | 4                     |
| Personaggi Principali | Personaggi Principali | Personaggi Principali | Personaggi Principali | Personaggi Principali | Personaggi Principali |
| --------------------- | --------------------- | --------------------- | --------------------- | --------------------- | --------------------- |
| Zoey Brooks           | Jamie Lynn Spears     | Regolare              | Regolare              | Regolare              | Regolare              |
| Dustin Brooks         | Paul Butcher          | Regolare              | Regolare              | Regolare              | Regolare              |
| Chase Matthews        | Sean Flynn            | Regolare              | Regolare              | Regolare              | Guest                 |
| Dana Cruz             | Kristin Herrera       | Regolare              |                       |                       |                       |
| Nicole Bristow        | Alexa Nikolas         | Regolare              | Regolare              |                       |                       |
| Michael Barrett       | Christopher Massey    | Regolare              | Regolare              | Regolare              | Regolare              |
| Quinn Pensky          | Erin Sanders          | Regolare              | Regolare              | Regolare              | Regolare              |
| Logan Reese           | Matthew Underwood     | Regolare              | Regolare              | Regolare              | Regolare              |
| Lola Martinez         | Victoria Justice      |                       | Regolare              | Regolare              | Regolare              |
| James Garrett         | Austin Butler         |                       |                       |                       | Regolare              |
| Personaggi Ricorrenti |                       |                       |                       |                       |                       |
| Mark Del Figgalo      | Jack Salvatore Jr.    | Ricorrente            | Ricorrente            | Ricorrente            | Ricorrente            |
| Dean Rivers           | Christopher Murray    | Ricorrente            | Ricorrente            | Ricorrente            | Ricorrente            |
| Coco Wexler           | Jessica Chaffin       | Ricorrente            | Ricorrente            | Ricorrente            | Ricorrente            |
| Vicky                 | Miki Ishikawa         | Ricorrente            |                       |                       |                       |
| David H. Bender       | Michael Blieden       | Ricorrente            | Ricorrente            |                       |                       |
| Jeremiah Trottman     | Creagen Dow           |                       | Ricorrente            | Ricorrente            | Ricorrente            |
| Kazu                  | Brian Tee             | Guest                 | Guest                 | Ricorrente            | Ricorrente            |
| Stacy Dillsen         | Abby Wilde            |                       |                       | Ricorrente            | Ricorrente            |
| Rebecca Martin        | Daniella Monet        |                       |                       | Ricorrente            |                       |
| Vince Blake           | Brando Eaton          |                       |                       | Guest                 | Ricorrente            |

## Personaggi principali

### Zoey Brooks
Zoey Brooks (interpretata da Jamie Lynn Spears): è la protagonista della serie. Arrivata insieme a suo fratello minore Dustin alla Pacific Coast Academy nel 2005, diventa una delle prime ragazze in assoluto a essere ammesse all'interno dell'Accademia, è particolarmente popolare nella scuola, fino a quel momento istituto esclusivamente maschile. Il suo migliore amico è Chase (Bartholomew) Matthews, il primo ragazzo con cui stringe amicizia a scuola, e sarà proprio lui a spiegarle, all'inizio come funziona la PCA. È una studentessa modello (alla fine del secondo trimestre, ha una pagella di sole A, salvo una B), nonché dotata di vari talenti, come l'abilità nella recitazione, nella moda, nella musica, nello sport, e nel personalizzare gli zaini. Nel primo trimestre, la ragazza soggiorna alla stanza numero 101, che darà il nome anche alla serie stessa, assieme a Dana Cruz e Nicole Bristow, con le quali non stringe subito un buon rapporto, specie con Dana, tanto che poco dopo il loro arrivo, Zoey dovrà temporaneamente cambiare stanza per evitare litigi con le ragazze, con le quali in seguito stringerà una buona amicizia. Dopo la partenza di Dana per l'Europa, avrà una nuova compagna di stanza, Lola Martinez, e dopo la partenza di Nicole, le due ragazze si ritroveranno in stanza con Quinn Pensky. Alla fine della terza stagione, Zoey è costretta a partire per l'Inghilterra, per poi far subito ritorno alla PCA dopo aver scoperto i sentimenti provati nei suoi confronti dal suo migliore amico, Chase, e venendo a sapere che lui l'avrebbe voluta raggiungere in Inghilterra. Nell'ultima stagione si fidanzerà con James Garrett, il nuovo compagno di stanza di Logan e Michael, venuto per rimpiazzare Chase. La loro relazione durerà fino all'ultima puntata, quando la ragazza deciderà di rompere. Poco dopo, infatti, fa ritorno Chase, e i due si baciano, coronando il loro sogno d'amore.

### Dustin Brooks
Dustin è il fratellino di Zoey. Nella prima stagione è un personaggio assai ricorrente, nonostante abbia molti anni meno della compagnia protagonista, ma spesso si ritrova costretto a seguire sua sorella. Dustin eccelle a scuola, specie in matematica, tanto che frequenta il corso per quelli di un’età maggiore alla sua. Purtroppo spesso e volentieri i bulli si prendono gioco di lui, ma riesce sempre a cavarsela. Nella terza stagione le sue apparizioni sono molto meno ricorrenti, tanto che fa comparsa in pochi episodi, poiché ormai è cresciuto. Nella seconda stagione ha una storia con Trisha Kirby, una ragazzina ribelle che tenta di rovinare la sua indole buona. Grazie all'intervento di Chase e Zoey, Trisha verrà allontanata da Dustin.

### Chase Matthews
Chase Bartholomew Matthews è uno studente della PCA, nonché migliore amico di Zoey Brooks, della quale è segretamente innamorato, anche se, a detta di tutti, Zoey è l'unica della scuola a non sapere questo segreto. Chase è un ragazzo italo-americano da parte materno, è molto sincero, non esattamente lo studente modello, ma comunque un buon ragazzo. Viene spesso preso in giro dalla stessa Zoey e dagli altri suoi amici a causa della sua goffaggine. In uno dei primi episodi rivela a Zoey che il suo secondo nome è Bartholomew, e fa parte della squadra di basket. C'è un episodio, nella seconda stagione, in cui esce con Lola Martinez, che capisce che Chase ama un'altra ragazza e gli propone di rimanere solo amici. Nei primi due episodi della terza stagione, ha una ragazza di nome Rebecca, che molla presto, perché Rebecca è gelosa della stretta amicizia di Chase con Zoey (del quale Chase era ancora innamorato), tanto che in seguito cerca di vendicarsi di lei. Nella quarta stagione, Chase verrà separato da Zoey e dai suoi amici, vista la sua partenza per l'Inghilterra per raggiungere la protagonista, che invece stava facendo ritorno alla PCA per amore di Chase, il quale si ritroverà a trascorrere il sememestre in Gran Bretagna. Il ragazzo farà comunque ritorno alla PCA nell'ultima puntata, quando saluterà Zoey da un tetto, finendo poi per cadere e farsi male al gomito, com'era successo al loro primo incontro. I due si avvicinano l'un l'altro e alla fine si baciano, coronando il loro sogno d'amore.

### Lola Martinez
Lola è una studentessa della Pacific Coast Academy che subentra nella seconda stagione in sostituzione di Dana, che, invece è costretta a partire in Europa per uno scambio interculturale. La prima volta che entra in contatto con Zoey e Nicole si fa trovare nella camera da letto di queste ultime nel bel mezzo di una seduta spiritica travestita da punk, e a causa di alcuni suoi strani e lugubri comportamenti (come mangiare due uova crude, farsi un piercing sulla lingua e tappezzare la stanza con quadri stile heavy metal) non partirà con il piede giusto con le sue compagne. Alla fine Zoey e Nicole scopriranno la verità: Lola non è altro che una ragazza come tutte le altre, arrivata da New York e con il sogno di diventare un'attrice di Hollywood; l'immagine che si era costruita fino a quel momento era solo una farsa, con la quale sperava di poter apportare miglioramenti sulle sue capacità recitative. Le tre, tuttavia, diverranno molto amiche per tutta la stagione, fino all'addio di Nicole a causa della volontà dei suoi genitori di spedirla in un collegio femminile. Nella seconda stagione si prenderà una cotta per Chase, ma alla prima uscita deciderà di rimanere solo una sua amica, intendendo che lui aveva in mente un'altra ragazza (ovvero Zoey). Nella terza stagione, assieme a Zoey, si ritrova in stanza con Quinn Pensky, con la quale all'inizio non stringerà una grande amicizia, ma, al contrario, nel proseguire con la storia, le due diventeranno molto amiche.
È una ragazza simpatica, carina e attraente (infatti, piace molto ai ragazzi), ma a tratti può rivelarsi superficiale e antipatica e odia chiaramente Del Figgalo. In compenso è un'ottima amica, gentile e cordiale, soprattutto nella seconda stagione. A partire dalla terza stagione, la ragazza comincerà ad avere una relazione con molti ragazzi, ma nella quarta prenderà una seria cotta per Vince Blake, l'eroe del football della scuola.

### Michael Barrett
Michael è il migliore amico di Chase. I due condividono anche la stanza, con Logan. Nella prima stagione, il ragazzo, membro della squadra di basket, ha una seria dipendenza dalle patatine, per liberarsi della quale dovrà passare per numerosi rimedi, tramite le patatine sintetiche di Quinn. Nella terza stagione, si scopre che è un membro della squadra di football dell'istituto. Inoltre, sempre nella stessa stagione, si fidanzerà con una ragazza, Lisa, dopo averla salvata dal go-kart impazzito pilotato da Chase, sebbene la sera prima le avesse vomitato addosso, tentando di cantarle una canzone. Nella seconda stagione, invece, avrà una storia con Vanessa, anche se lei non comparirà nella serie se non per un unico episodio. Michael ha un innato senso dell'umorismo, ed è talentuoso nel suonare il flauto traverso. È con lui che Chase si confida riguardo al suo amore per Zoey, ed è lo stesso Michael che lo incita spesso a dichiarare i suoi sentimenti verso Zoey, sebbene Chase non voglia mai sentire ragioni.

### Quinn Pensky
Quinn è una studentessa particolarmente stramba della PCA. È appassionata di scienza e adora fare esperimenti, anche se spesso non riescono e causano guai. Presente nella serie sin dalla prima stagione, non avrà una compagna di stanza, fatta eccezione per Zoey per un breve periodo, fino alla terza stagione, quando andrà a stare da Zoey e Lola, poiché Coco, la responsabile del dormitorio femminile, le aveva assegnato una stanza inesistente. Sebbene all'inizio sia evitata quasi da tutti, ben presto farà amicizia con Chase e Zoey, inserendosi poi nel corso della seconda stagione nella compagnia dei protagonisti. Sempre nella seconda stagione, la ragazza inizierà una storia con Mark del Figgalo, il quale all'inizio non era deciso a stare con lei, ma che poi si convincerà e deciderà di provare a stare insieme con la ragazza. La loro storia proseguirà fino alla quarta stagione, con Mark che diventerà un personaggio sempre più ricorrente, ma proprio nell'ultima stagione Quinn tronca la sua storia con il ragazzo per stare assieme a Logan, seppur voglia mantenere segreta la sua storia con lui (di comune accordo) fino all'ultimo episodio, quando Logan rivelerà a tutti il loro segreto. È una grande appassionata della scienza, e fa moltissimi esperimenti che spesso terminano male. In un episodio della terza stagione, Quinn cambierà completamente carattere, abbandonando la scienza dopo aver conosciuto Paige Howard, una ragazza altrettanto brillante, ma proprio grazie alla maggiore esperienza di Quinn, la PCA si salverà da un’esplosione che poteva verificarsi per colpa di Paige stessa. In quella stessa occasione, alle due ragazze sarà offerto di abbandonare la PCA per andare all'università, ma mentre Paige accetta, Quinn preferisce rimanere alla PCA, per godersi la sua adolescenza con i suoi amici.

### Logan Reese
Logan è un altro studente della PCA. Figlio del famoso produttore televisivo e cinematografico Malcolm Reese, è un ragazzo molto ricco; per questo si permette molti privilegi e talvolta non si regola nel comportarsi sgarbatamente con i suoi amici. Condivide la stanza con Chase e Michael, i suoi due migliori amici, anche se a volte discute con loro perché si sente superiore, per la sua ricchezza, e fa parte della squadra di basket e di football della scuola. All'inizio della serie, seppur compaia nei titoli di testa, non ricorre spessissimo nella serie, ma a partire dalla seconda stagione diventerà un membro fisso del gruppo di amici protagonista. Logan è anche molto vanitoso e maschilista, tanto che spesso si fa delle foto e non gli piace che le femmine giochino nella squadra di basket, ma sa essere gentile quando vuole. Lui e Zoey sono molto in rivalità, ma nel profondo tengono molto all'amicizia tra di loro. Nella quarta stagione, a sorpresa, intraprenderà una relazione con Quinn. La loro relazione viene comunque tenuta segreta a tutti, perlomeno sino all'ultimo episodio della serie, quando lo stesso Logan deciderà di rivelare a tutti il loro segreto d'amore. Eccelle assai in chimica, poiché suo nonno era un professore di tale disciplina e, quando trascorreva le vacanze estive da lui, si ritrovava costretto ad ascoltare le sue lezioni, assimilando quindi tutto ciò che c'è da sapere su tale branca della scienza.

### Nicole Bristow
Nicole è una ragazza particolarmente solare ed è una delle prime studentesse femminili della PCA. Inizialmente condivide la sua stanza con Zoey e Dana, con la quale va tutt'altro che d'accordo; in seguito con Zoey e Lola, data la partenza di Dana per l'Europa. Ha una passione innata per i ragazzi, anche se non si sa mai se riesce a intraprendere una storia con qualcuno di loro. Proprio per questa sua passione per il sesso maschile sarà costretta a ricorrere all'ipnosi per evitare di essere distratta dai suoi compagni durante le lezioni, specie quelle di algebra. A causa però del suo folle amore per i ragazzi, sua madre la porterà dallo psichiatra, che le diagnosticherà un'ossessione cronica per il sesso maschile, per il quale i suoi genitori la iscriveranno in un istituto femminile, e ciò causerà la sua assenza dal cast della serie per le ultime due stagioni. Viene dal Kansas.

### Dana Cruz
Dana è un'altra delle prime studentesse della PCA. È un maschiaccio, sportiva e abbastanza prepotente, ma sotto sotto è molto gentile, non si troverà subito d'accordo con le sue compagne di stanza, con Zoey riesce ad andare d'accordo, ma con Nicole discute quasi sempre, a causa delle loro personalità completamente opposte. Le tre, poi, riusciranno a convivere, avvolte da l'aria di non interessarsi ai problemi degli altri, ma alla fine aiuta sempre in suoi amici in difficolta, come quando è uscita di nascosto dal campus, per andare a riprendere il cane di Chase e Micheal dal canile. La sua presenza nella serie è davvero breve. Infatti, all'inizio della seconda stagione si viene a sapere che è partita per l'Europa per uno scambio interculturale e non comparirà più nel resto della serie.

### James Garrett
James è l'ultimo membro della compagnia protagonista a comparire nella serie. Egli è un rimpiazzo di Chase, che si assenterà per tutta la quarta stagione, vista la sua permanenza in Inghilterra. Non sopportato dai suoi compagni di stanza, studente mediocre, afferma però di essere un ragazzo modello. Intraprenderà con Zoey una relazione che dura fino all'ultimo episodio della quarta stagione, quando la ragazza troncherà il loro rapporto improvvisamente.

## Personaggi secondari

### Mark del Figgalo
Mark è uno studente della PCA. Fidanzato di Quinn sin dalla seconda metà della prima stagione, la loro storia durerà fino alla quarta stagione, quando Mark s’innamora di un'altra ragazza. Dopo che Mark la lascia, Quinn intraprende una storia con Logan Reese. Mark è un ragazzo pigro, sovrappeso e particolarmente strano, ma soprattutto poco carismatico, inemotivo, tanto che nella seconda stagione riesce a diventare rappresentante del nono corso della PCA con soli tre voti a suo favore grazie al ritiro di Chase Matthews e Zoey Brooks, i candidati più favoriti per la vittoria.

### Coco
Coco è la patetica responsabile del dormitorio femminile della PCA. Nelle prime stagioni è un personaggio occasionale e incide raramente. Dalla terza stagione le sue apparizioni aumentano. Divoratrice di ravioli e chiaramente in sovrappeso, odia la doccia, puzza di cimici, si lamenta continuamente ed è alla  ricerca di un marito migliore del fidanzato cerebroleso Karl.

### Dean Rivers
Il preside Rivers è il preside della PCA. Spesso agisce in modo goffo, pure di fronte ai suoi stessi studenti. Molte volte è costretto a proibire ogni iniziativa degli studenti, spesso quelle di Zoey, Lola e Quinn, ma quando li lascia fare è perché ha tutt'altro per la mente. È sposato con una donna che non accetta la sua passione per i videogiochi, ed ha un figlio, con il quale Zoey ha intrapreso una breve relazione.

### Stacey Dillsen
Stacey è una studentessa della PCA introdotta nella terza stagione della serie. Innamorata alla follia di Logan, ha seri problemi nel parlare, e la sua passione è fare sculture di cotton fioc, riproducendo costruzioni in scala, come piramidi, archi di trionfo ecc. Nell'ultimo episodio grazie a Mark Del Figgalo che la investe con la macchina di Michael, comincia a pronunciare le S in maniera corretta.

### Vince Blake
Vince è uno dei ragazzi più popolari della PCA, specie per essere stato il quarterback degli Stingrays, la squadra di football dell'Accademia. Vince ha permesso al team della PCA di raggiungere per la prima volta dopo molti anni la finale di campionato, ma prima di disputare la partita, Blake viene sospeso dalla scuola, grazie a Chase Matthews, che lo aveva sorpreso a copiare i risultati di un test importante e che non accettava i suoi imbrogli. Nella quarta stagione rientra alla PCA, e Lola s’innamora di lui. In seguito ottiene l'amicizia degli altri del gruppo

### Lisa
Lisa è l'affascinante fidanzata di Michael che compare nelle ultime due stagioni. Michael aveva provato a conquistarla dedicandole una canzone al karaoke, ma prima di poter iniziare a cantare aveva vomitato su di lei e su un ragazzo al suo fianco, e proprio grazie a ciò Lisa e quel ragazzo si mettono insieme. Il giorno dopo, però, Michael salva Lisa dal go-kart impazzito di Chase, e i due si mettono insieme.

### Jermiah Trottman
Jeremiah è il reporter della PCA TV. Compare spesso sullo schermo di un televisore, poiché si occupa di informare gli studenti tramite i suoi reportage.

## Personaggi terziari

### Kazu
Kazu è il proprietario del Sushi Rox, il sushi bar della PCA. Compare qualche volta nella serie, e un intero episodio è stato dedicato a lui, poiché un incendio aveva distrutto il suo sushi-bar e ha quasi dovuto lasciare l'accademia. Grazie però all'intervento di Zoey, Chase, Michael, Nicole, Logan e Lola, il bar viene riparato, e Kazu ritorna di nuovo alla PCA. Nello stesso episodio si scopre che non viene dal Giappone, come invece tutti credono, bensì dall'Alabama. In tutti gli episodi in cui compare, eccetto Persone all'asta, ha un accento asiatico.

### David H. Bender
Il professor Bender è un insegnante della PCA. Compare nelle prime due stagioni, dove si mostra soprattutto il suo rapporto con gli studenti, anche se spesso causa molte gag e gli studenti lo deridono.

### Vicky
Vicky è una ragazza di origini orientali. Compare nei primi episodi, e collabora con Zoey per molti piani, anche se per il resto della serie non farà più comparsa.

### Stacey Blonde
Stacey è un membro del giornale della PCA. Compare in un episodio soltanto, quando tenta di rubare l'idea della personalizzazione degli zaini, pensata da Zoey. Alla fine dell'episodio, Zoey riuscirà a impedirle di trovare un accordo pecuniario con la libreria dell'accademia.

### Rebecca
Rebecca è l'ex-fidanzata di Chase. Compare nei primi due episodi della terza stagione. Molto antipatica e sordida, tenterà di impedire a Zoey e a Chase di continuare la loro amicizia, e per questo motivo Chase troncherà il loro rapporto. Rebecca ricompare poi nella stessa stagione, ricattando Zoey dopo esser venuta a conoscenza di un suo segreto assai imbarazzante. Viene definita dai ragazzi "matta come un cavallo".

### Trisha Kirby
Trisha è una giovane studentessa della PCA. Per qualche giorno avrà una relazione con Dustin, influenzandolo negativamente. Grazie a Chase, Trisha lascerà Dustin, ma riesce a fidanzarsi con la ragazzina. Zoey tenterà di convincerla che i due stanno insieme, ma quando Dustin riesce a mandare al tappeto Chase, vendicandosi per avergli soffiato la fidanzata, Trisha decide di lasciar perdere il ragazzo, non volendo stare con quelli che si fanno sottomettere dai più piccoli!

### Paige Howard
Paige è una studentessa esterna alla PCA, che soggiornerà solo per qualche giorno all'accademia. Molto brillante in scienze, con un suo esperimento rischia di far saltare in aria l'intero istituto, ma fortunatamente, grazie all'intervento di Quinn, la situazione si ristabilizzerà. Alla fine dell'unico episodio in cui compare, si scopre che aveva accettato la proposta di frequentare, a soli 13 anni l'università.

### Gretchen
Gretchen è un'amica di Chase molto somigliante a Zoey che compare solo nell'ultimo episodio della terza stagione. Chase, infatti, sofferente per la partenza di Zoey, aveva tentato di trovare un rimpiazzo della ragazza, ma Gretchen è tutt'altro che Zoey: sgarbata e sgraziata. Gli amici di Chase capiscono il suo dolore, e grazie a Michael e Logan, Chase confesserà il motivo per il quale Gretchen era entrata nel gruppo.